# Analyse de classe
L'analyse de classe est un domaine de recherche en sociologie, politique et économie, qui se fonde sur la perspective de la stratification de la société en classe. Des concepts importants dans ce domaine d'étude comprennent la structure de la classe, la formation de la classe, la lutte de classe et la conscience de classe.
Les plus grands noms dans ce domaine de recherche sont Karl Marx et Max Weber[réf. nécessaire]. Les contributions contemporaines de ce domaine de la pensée incluent Erik Olin Wright, John Goldthorpe et Barrington Moore Jr.